# Prosphena
Prosphena is een geslacht van rechtvleugeligen uit de familie Pyrgomorphidae. De wetenschappelijke naam van dit geslacht is voor het eerst geldig gepubliceerd in 1884 door Bolívar.

## Soorten
Het geslacht Prosphena  is monotypisch en omvat slechts de volgende soort:
- Prosphena scudderi (Bolívar, 1884)